# تمنار
تمنار (به فرانسوی: Tamanar) یک منطقهٔ مسکونی در مراکش است که در استان صویره واقع شده‌است. تمنار ۹٬۹۸۴ نفر جمعیت دارد و ۲۲۵ متر بالاتر از سطح دریا واقع شده‌است.